# Peter Orthofer
Peter Orthofer (* 17. Juni 1940 in Berlin; † 13. Februar 2008 in Wien) war deutsch-österreichischer Journalist, Schriftsteller und Kabaretttexter. Er verfasste zudem Texte für Lieder und Chansons von Marianne Mendt, Gerhard Bronner und Kurt Sowinetz.

## Leben
Seine Kindheit verbrachte Orthofer in Berlin und später in der Steiermark; anschließend besuchte er das Gymnasium in Graz und machte dort die Matura. Er studierte Philosophie und Germanistik in Graz und Wien. Durch seine Schwester, die Schauspielerin Monika Orthofer, stieß er zum Studentenkabarett Der Würfel, wo er als Conferencier wirkte und zahlreiche Texte schrieb.
Orthofer blieb 1961 nach einem Wien-Gastspiel des Würfels in Wien und war in der Fledermaus-Bar sowie am Theater am Kärntnertor tätig, wo er unter anderem 1963 für das Erfolgs-Programm Die Arche Nowak verantwortlich zeichnete.

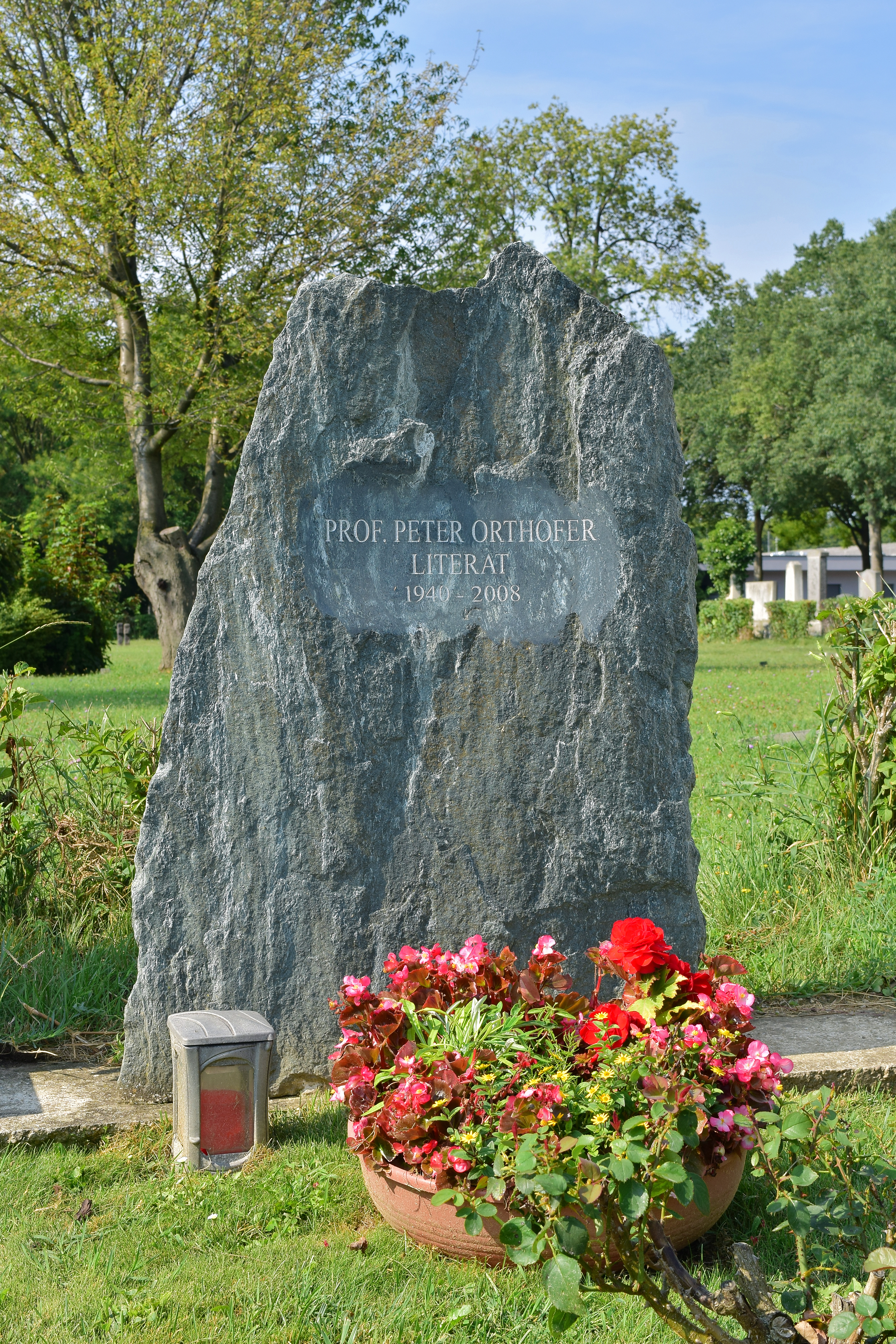
Grabstätte von Peter Orthofer

Sein Sohn Michael Orthofer wurde 1961 geboren. Dessen Mutter, Malerin und Innenarchitektin, nahm ihn 1965 nach New York mit, wo er bis heute lebt und im Web die Literaturdatenbank The Complete Review. A Literary Saloon and Site of Review herausgibt.
Mit Gerhard Bronner gestaltete Peter Orthofer die TV-Sendungen Zeitventil und Die Große Glocke. Orthofer gründete mit Barbara Frischmuth die Literaturzeitschrift Reflexe und war auch einer der Initiatoren des Grazer Forums Stadtpark.
Orthofers Zusammenarbeit mit dem Kabarettisten Hans-Peter Heinzl begann 1976 und endete erst 1996 mit dessen Tod. Gemeinsam entwarfen und produzierten sie über 20 erfolgreiche Kabarettprogramme. Das Programm Lex Minister wurde 1990 von Peter Patzak verfilmt. Nach Heinzls Tod textete Orthofer vor allem für Alfons Haider, für den er dann sämtliche Kabarettprogramme sowie Buch- und Liedtexte für Musicals verfasste. Das letzte große Bühnenstück des Autors war ein Musical über eine moderne Jeanne d’Arc mit dem Titiel C'est la vie. Es wurde 2007 beim Stockerau Open Air Festival uraufgeführt. Auch schrieb er mit und für Franz Antel.
Orthofer gründete 1989 in Ybbs an der Donau das Kabarett- und Kleinkunstfestival Ybbsiade, dessen langjähriger Intendant er war.
Ihm wurde 2001 der Professorentitel verliehen.
Peter Orthofer wurde in einem ehrenhalber gewidmeten Grab auf dem Wiener Zentralfriedhof (Gruppe 40, Nummer 78) bestattet.

## Schriften
- „Servus Franz, grüß dich!“ – Der Antel in Bildern und Anekdoten
- Peter Orthofers Sexkoffer
- Heinzl – Highlights. Texte zum Nachlesen
- Uns bleibt auch nichts erspart
- Heitere Pflichtlektüre für gesellige Singles
- Heitere Pflichtlektüre für überzeugte Umweltbanausen
- Wer ist who in Österreich?
- Qualitätssicherung in der Gesundheitsförderung
- Als wärs ein Stück von ihm
- Glück, Erfolg, Reichtum, Macht und andere Kleinigkeiten des alltäglichen Bedarfs
- Die Geschichten des O.
- Rauchschwadronaden
- Urlaubsgelächter. Ein satirisches Lob auf die schönste Jahreszeit
- Money mag man eben
- Das Universal-Parteibuch für jede Überzeugung

## Kabarettprogramme
- Das fängt ja gut an (1976)
- Vorsicht, bissiger Mund! (1984)
- Spott sei Dank (1985)
- Watsch-List (1987)
- Zeitenblicke (1988)
- Und er bewegt sich doch (1993)
- Retten was? (1993)
- Hurra, wir wählen noch (1994)

## Auszeichnungen
- Berufstitel Professor
- Goldenes Ehrenzeichen für Verdienste um das Land Wien
- 1999: Ybbser Spaßvogel